# Список астероїдів (6501—6600)
| Назва                                  | Тимчасове позначення | Дата відкриття    | Місце відкриття                               | Відкривач                                              |
| -------------------------------------- | -------------------- | ----------------- | --------------------------------------------- | ------------------------------------------------------ |
| 6501 Ізонцо (Isonzo)                   | 1993 XD              | 5 грудня 1993     | Фарра-д'Ізонцо                                | Фарра-д'Ізонцо                                         |
| (6502) 1993 XR1                        | 1993 XR1             | 6 грудня 1993     | Обсерваторія Кушіро                           | Сейджі Уеда, Хіроші Канеда                             |
| (6503) 1994 CP                         | 1994 CP              | 4 лютого 1994     | Обсерваторія Кушіро                           | Сейджі Уеда, Хіроші Канеда                             |
| 6504 Лембрук (Lehmbruck)               | 4630 P-L             | 24 вересня 1960   | Паломарська обсерваторія                      | К. Й. ван Гаутен, І. ван Гаутен-Ґроневельд, Т. Герельс |
| 6505 Муссійо (Muzzio)                  | 1976 AH              | 3 січня 1976      | Астрономічний комплекс Ель-Леонсіто           | Обсерваторія Фелікса Аґілара                           |
| 6506 Клаусгайде (Klausheide)           | 1978 EN10            | 15 березня 1978   | Паломарська обсерваторія                      | Ш. Дж. Бас                                             |
| (6507) 1982 QD                         | 1982 QD              | 18 серпня 1982    | Обсерваторія Клеть                            | Зденька Ваврова                                        |
| 6508 Рольчик (Rolcik)                  | 1982 QM              | 22 серпня 1982    | Обсерваторія Клеть                            | Антонін Мркос                                          |
| (6509) 1983 CQ3                        | 1983 CQ3             | 12 лютого 1983    | Обсерваторія Ла-Сілья                         | Анрі Дебеонь, Джованні де Санктіс                      |
| 6510 Террі (Tarry)                     | 1987 DF              | 23 лютого 1987    | Паломарська обсерваторія                      | Керолін Шумейкер, Юджин Шумейкер                       |
| 6511 Фурманов (Furmanov)               | 1987 QR11            | 27 серпня 1987    | КрАО                                          | Черних Людмила Іванівна                                |
| 6512 де Берг (de Bergh)                | 1987 SR1             | 21 вересня 1987   | Станція Андерсон-Меса                         | Едвард Бовелл                                          |
| (6513) 1987 UW1                        | 1987 UW1             | 28 жовтня 1987    | Обсерваторія Кушіро                           | Сейджі Уеда, Хіроші Канеда                             |
| 6514 Торахіко (Torahiko)               | 1987 WY              | 25 листопада 1987 | Обсерваторія Ґейсей                           | Тсутому Секі                                           |
| 6515 Джіанніґаллі (Giannigalli)        | 1988 MG              | 16 червня 1988    | Паломарська обсерваторія                      | Е. Гелін                                               |
| 6516 Ґрус (Gruss)                      | 1988 TC2             | 3 жовтня 1988     | Обсерваторія Клеть                            | Антонін Мркос                                          |
| 6517 Баззі (Buzzi)                     | 1990 BW              | 21 січня 1990     | Паломарська обсерваторія                      | Е. Гелін                                               |
| 6518 Вернон (Vernon)                   | 1990 FR              | 23 березня 1990   | Паломарська обсерваторія                      | Е. Гелін                                               |
| 6519 Джіоно (Giono)                    | 1991 CX2             | 12 лютого 1991    | Обсерваторія Верхнього Провансу               | Ерік Вальтер Ельст                                     |
| 6520 Суґава (Sugawa)                   | 1991 HH              | 16 квітня 1991    | Обсерваторія Кійосато                         | Сатору Отомо, Осаму Мурамацу                           |
| 6521 Піна (Pina)                       | 1991 LC1             | 15 червня 1991    | Паломарська обсерваторія                      | Е. Гелін                                               |
| 6522 Асі (Aci)                         | 1991 NQ              | 9 липня 1991      | Паломарська обсерваторія                      | Е. Гелін                                               |
| 6523 Clube                             | 1991 TC              | 1 жовтня 1991     | Обсерваторія Сайдинг-Спрінг                   | Роберт Макнот                                          |
| 6524 Баалке (Baalke)                   | 1992 AO              | 9 січня 1992      | Паломарська обсерваторія                      | Е. Гелін                                               |
| 6525 Окастрон (Ocastron)               | 1992 SQ2             | 20 вересня 1992   | Обсерваторія Столова Гора                     | Дж. Чайльд, Ґреґ Фіш                                   |
| 6526 Матоґава (Matogawa)               | 1992 TY              | 1 жовтня 1992     | Обсерваторія Кітамі                           | Кін Ендате, Кадзуро Ватанабе                           |
| 6527 Такасііто (Takashiito)            | 1992 UF6             | 31 жовтня 1992    | Станція JCPM Якіїмо                           | Акіра Наторі, Такеші Урата                             |
| 6528 Боден (Boden)                     | 1993 FL24            | 21 березня 1993   | Обсерваторія Ла-Сілья                         | UESAC                                                  |
| 6529 Родс (Rhoads)                     | 1993 XR2             | 14 грудня 1993    | Паломарська обсерваторія                      | Паломарська обсерваторія                               |
| 6530 Адрі (Adry)                       | 1994 GW              | 12 квітня 1994    | Коллеверде ді Ґвідонія                        | Вінченцо Касуллі                                       |
| 6531 Субасірі (Subashiri)              | 1994 YY              | 28 грудня 1994    | Обсерваторія Оїдзумі                          | Такао Кобаяші                                          |
| 6532 Скарфе (Scarfe)                   | 1995 AC              | 4 січня 1995      | Обсерваторія Кліменгаґа університету Вікторії | Девід Белем                                            |
| 6533 Джіусеппіна (Giuseppina)          | 1995 DM1             | 24 лютого 1995    | Огляд Каталіна                                | Карл Гердженротер                                      |
| (6534) 1995 DT1                        | 1995 DT1             | 24 лютого 1995    | Огляд Каталіна                                | Тімоті Спар                                            |
| 6535 Архипенко (Archipenko)            | 3535 P-L             | 17 жовтня 1960    | Паломарська обсерваторія                      | К. Й. ван Гаутен, І. ван Гаутен-Ґроневельд, Т. Герельс |
| 6536 Височинська (Vysochinska)         | 1977 NK              | 14 липня 1977     | КрАО                                          | Черних Микола Степанович                               |
| 6537 Адамович (Adamovich)              | 1979 QK6             | 19 серпня 1979    | КрАО                                          | Микола Черних                                          |
| 6538 Муравйов (Muraviov)               | 1981 SA5             | 25 вересня 1981   | КрАО                                          | Черних Людмила Іванівна                                |
| 6539 Ногавіца (Nohavica)               | 1982 QG              | 19 серпня 1982    | Обсерваторія Клеть                            | Зденька Ваврова                                        |
| 6540 Степлінг (Stepling)               | 1982 SL1             | 16 вересня 1982   | Обсерваторія Клеть                            | Антонін Мркос                                          |
| 6541 Юань (Yuan)                       | 1984 DY              | 26 лютого 1984    | Обсерваторія Ла-Сілья                         | Анрі Дебеонь                                           |
| 6542 Жаккусто (Jacquescousteau)        | 1985 CH1             | 15 лютого 1985    | Обсерваторія Клеть                            | Антонін Мркос                                          |
| 6543 Сенна (Senna)                     | 1985 TP3             | 11 жовтня 1985    | Паломарська обсерваторія                      | Керолін Шумейкер, Юджин Шумейкер                       |
| 6544 Стівендік (Stevendick)            | 1986 SD              | 29 вересня 1986   | Обсерваторія Клеть                            | Зденька Ваврова                                        |
| (6545) 1986 TR6                        | 1986 TR6             | 5 жовтня 1986     | Півніце                                       | Мілан Антал                                            |
| 6546 Кей (Kaye)                        | 1987 DY4             | 24 лютого 1987    | Обсерваторія Клеть                            | Антонін Мркос                                          |
| 6547 Василькаразін (Vasilkarazin)      | 1987 RO3             | 2 вересня 1987    | КрАО                                          | Черних Людмила Іванівна                                |
| (6548) 1988 BO4                        | 1988 BO4             | 22 січня 1988     | Обсерваторія Ла-Сілья                         | Анрі Дебеонь                                           |
| 6549 Скрябін (Skryabin)                | 1988 PX1             | 13 серпня 1988    | Обсерваторія Верхнього Провансу               | Ерік Вальтер Ельст                                     |
| 6550 Парлер (Parler)                   | 1988 VO5             | 4 листопада 1988  | Обсерваторія Клеть                            | Антонін Мркос                                          |
| (6551) 1988 XP                         | 1988 XP              | 5 грудня 1988     | YGCO (станція Тійода)                         | Такуо Кодзіма                                          |
| 6552 Хіґґінсон (Higginson)             | 1989 GH              | 5 квітня 1989     | Паломарська обсерваторія                      | Е. Гелін                                               |
| 6553 Зеехаус (Seehaus)                 | 1989 GP6             | 5 квітня 1989     | Обсерваторія Ла-Сілья                         | М. Ґефферт                                             |
| 6554 Такацуґуйосіда (Takatsuguyoshida) | 1989 UO1             | 28 жовтня 1989    | Обсерваторія Кані                             | Йосікане Мідзуно, Тошімата Фурута                      |
| (6555) 1989 UU1                        | 1989 UU1             | 29 жовтня 1989    | YGCO (станція Тійода)                         | Такуо Кодзіма                                          |
| 6556 Арчімбольдо (Arcimboldo)          | 1989 YS6             | 29 грудня 1989    | Обсерваторія Клеть                            | Антонін Мркос                                          |
| 6557 Йокономура (Yokonomura)           | 1990 VR3             | 11 листопада 1990 | Обсерваторія Мінамі-Ода                       | Тосіро Номура, Койо Каванісі                           |
| 6558 Норідзукі (Norizuki)              | 1991 GZ              | 14 квітня 1991    | Обсерваторія Кітамі                           | Кін Ендате, Кадзуро Ватанабе                           |
| 6559 Номура (Nomura)                   | 1991 JP              | 3 травня 1991     | Обсерваторія Мінамі-Ода                       | Мацуо Суґано, Койо Каванісі                            |
| 6560 Правдо (Pravdo)                   | 1991 NP              | 9 липня 1991      | Паломарська обсерваторія                      | Е. Гелін                                               |
| 6561 Ґруппетта (Gruppetta)             | 1991 TC4             | 10 жовтня 1991    | Паломарська обсерваторія                      | Кеннет Лоренс                                          |
| 6562 Такоякі (Takoyaki)                | 1991 VR3             | 9 листопада 1991  | Обсерваторія Кітамі                           | Масаюкі Янаї, Кадзуро Ватанабе                         |
| 6563 Штайнхайм (Steinheim)             | 1991 XZ5             | 11 грудня 1991    | Обсерваторія Карла Шварцшильда                | Ф. Бернґен                                             |
| 6564 Asher                             | 1992 BB              | 25 січня 1992     | Обсерваторія Сайдинг-Спрінг                   | Роберт Макнот                                          |
| 6565 Рейдзі (Reiji)                    | 1992 FT              | 23 березня 1992   | Обсерваторія Кітамі                           | Кін Ендате, Кадзуро Ватанабе                           |
| 6566 Шафтер (Shafter)                  | 1992 UB2             | 25 жовтня 1992    | Обсерваторія Ніхондайра                       | Такеші Урата                                           |
| 6567 Сіґемаса (Shigemasa)              | 1992 WS              | 16 листопада 1992 | Обсерваторія Кітамі                           | Кін Ендате, Кадзуро Ватанабе                           |
| 6568 Серендіп (Serendip)               | 1993 DT              | 21 лютого 1993    | Обсерваторія Кушіро                           | Сейджі Уеда, Хіроші Канеда                             |
| 6569 Ондатже (Ondaatje)                | 1993 MO              | 22 червня 1993    | Паломарська обсерваторія                      | Жан Мюллер                                             |
| 6570 Томохіро (Tomohiro)               | 1994 JO              | 6 травня 1994     | Обсерваторія Кітамі                           | Кін Ендате, Кадзуро Ватанабе                           |
| 6571 Зіґмунд (Sigmund)                 | 3027 P-L             | 24 вересня 1960   | Паломарська обсерваторія                      | К. Й. ван Гаутен, І. ван Гаутен-Ґроневельд, Т. Герельс |
| 6572 Карсон (Carson)                   | 1938 SX              | 22 вересня 1938   | Турку                                         | Ірйо Вяйсяля                                           |
| 6573 Магнітскій (Magnitskij)           | 1974 SK1             | 19 вересня 1974   | КрАО                                          | Черних Людмила Іванівна                                |
| 6574 Ґвішиані (Gvishiani)              | 1976 QE1             | 26 серпня 1976    | КрАО                                          | Черних Микола Степанович                               |
| 6575 Славов (Slavov)                   | 1978 PJ2             | 8 серпня 1978     | КрАО                                          | Черних Микола Степанович                               |
| 6576 Київтех (Kievtech)                | 1978 RK1             | 5 вересня 1978    | КрАО                                          | Черних Микола Степанович                               |
| (6577) 1978 VB6                        | 1978 VB6             | 7 листопада 1978  | Паломарська обсерваторія                      | Е. Гелін, Ш. Дж. Бас                                   |
| 6578 Запесоцький (Zapesotskij)         | 1980 TQ14            | 13 жовтня 1980    | КрАО                                          | Смирнова Тамара Михайлівна                             |
| 6579 Бенедікс (Benedix)                | 1981 ES4             | 2 березня 1981    | Обсерваторія Сайдинг-Спрінг                   | Ш. Дж. Бас                                             |
| 6580 Філбленд (Philbland)              | 1981 EW21            | 2 березня 1981    | Обсерваторія Сайдинг-Спрінг                   | Ш. Дж. Бас                                             |
| 6581 Соберс (Sobers)                   | 1981 SO              | 22 вересня 1981   | Обсерваторія Клеть                            | Антонін Мркос                                          |
| 6582 Флагсімфоні (Flagsymphony)        | 1981 VS              | 5 листопада 1981  | Станція Андерсон-Меса                         | Едвард Бовелл                                          |
| 6583 Дестін (Destinn)                  | 1984 DE              | 21 лютого 1984    | Обсерваторія Клеть                            | Антонін Мркос                                          |
| 6584 Людекпесек (Ludekpesek)           | 1984 FK              | 31 березня 1984   | Станція Андерсон-Меса                         | Едвард Бовелл                                          |
| 6585 O'Keefe                           | 1984 SR              | 26 вересня 1984   | Паломарська обсерваторія                      | Керолін Шумейкер, Юджин Шумейкер                       |
| 6586 Сейдлер (Seydler)                 | 1984 UK1             | 28 жовтня 1984    | Обсерваторія Клеть                            | Антонін Мркос                                          |
| 6587 Брассанс (Brassens)               | 1984 WA4             | 27 листопада 1984 | Коссоль                                       | CERGA                                                  |
| (6588) 1985 RC4                        | 1985 RC4             | 10 вересня 1985   | Обсерваторія Ла-Сілья                         | Анрі Дебеонь                                           |
| 6589 Янкович (Jankovich)               | 1985 SL3             | 19 вересня 1985   | КрАО                                          | Черних Микола Степанович і Черних Людмила Іванівна     |
| 6590 Бароло (Barolo)                   | 1985 TA2             | 15 жовтня 1985    | Станція Андерсон-Меса                         | Едвард Бовелл                                          |
| 6591 Сабінін (Sabinin)                 | 1986 RT5             | 7 вересня 1986    | КрАО                                          | Черних Людмила Іванівна                                |
| 6592 Гойя (Goya)                       | 1986 TB12            | 3 жовтня 1986     | КрАО                                          | Карачкіна Людмила Георгіївна                           |
| (6593) 1986 UV                         | 1986 UV              | 28 жовтня 1986    | Обсерваторія Клеть                            | Зденька Ваврова                                        |
| 6594 Тасман (Tasman)                   | 1987 MM1             | 25 червня 1987    | Обсерваторія Клеть                            | Антонін Мркос                                          |
| 6595 Муньїсбаррето (Munizbarreto)      | 1987 QZ1             | 21 серпня 1987    | Обсерваторія Ла-Сілья                         | Ерік Вальтер Ельст                                     |
| 6596 Біттнер (Bittner)                 | 1987 VC1             | 15 листопада 1987 | Обсерваторія Клеть                            | Антонін Мркос                                          |
| 6597 Крейл (Kreil)                     | 1988 AF1             | 9 січня 1988      | Обсерваторія Клеть                            | Антонін Мркос                                          |
| 6598 Модуньо (Modugno)                 | 1988 CL              | 13 лютого 1988    | Обсерваторія Сан-Вітторе                      | Обсерваторія Сан-Вітторе                               |
| 6599 Цуко (Tsuko)                      | 1988 PV              | 8 серпня 1988     | Обсерваторія Кітамі                           | Кін Ендате, Кадзуро Ватанабе                           |
| 6600 Кверті (Qwerty)                   | 1988 QW              | 17 серпня 1988    | Обсерваторія Клеть                            | Антонін Мркос                                          |

| Астероїди 1—10000 → |           |           |           |           |           |           |           |           |            |
| 1—100               | 1001—1100 | 2001—2100 | 3001—3100 | 4001—4100 | 5001—5100 | 6001—6100 | 7001—7100 | 8001—8100 | 9001—9100  |
| 101—200             | 1101—1200 | 2101—2200 | 3101—3200 | 4101—4200 | 5101—5200 | 6101—6200 | 7101—7200 | 8101—8200 | 9101—9200  |
| 201—300             | 1201—1300 | 2201—2300 | 3201—3300 | 4201—4300 | 5201—5300 | 6201—6300 | 7201—7300 | 8201—8300 | 9201—9300  |
| 301—400             | 1301—1400 | 2301—2400 | 3301—3400 | 4301—4400 | 5301—5400 | 6301—6400 | 7301—7400 | 8301—8400 | 9301—9400  |
| 401—500             | 1401—1500 | 2401—2500 | 3401—3500 | 4401—4500 | 5401—5500 | 6401—6500 | 7401—7500 | 8401—8500 | 9401—9500  |
| 501—600             | 1501—1600 | 2501—2600 | 3501—3600 | 4501—4600 | 5501—5600 | 6501—6600 | 7501—7600 | 8501—8600 | 9501—9600  |
| 601—700             | 1601—1700 | 2601—2700 | 3601—3700 | 4601—4700 | 5601—5700 | 6601—6700 | 7601—7700 | 8601—8700 | 9601—9700  |
| 701—800             | 1701—1800 | 2701—2800 | 3701—3800 | 4701—4800 | 5701—5800 | 6701—6800 | 7701—7800 | 8701—8800 | 9701—9800  |
| 801—900             | 1801—1900 | 2801—2900 | 3801—3900 | 4801—4900 | 5801—5900 | 6801—6900 | 7801—7900 | 8801—8900 | 9801—9900  |
| 901—1000            | 1901—2000 | 2901—3000 | 3901—4000 | 4901—5000 | 5901—6000 | 6901—7000 | 7901—8000 | 8901—9000 | 9901—10000 |